# Franz Weyergans
Pour les articles homonymes, voir Weyergans.
Désiré Marcel Weyergans, dit Franz Weyergans, né à Ougrée le 27 avril 1912 et mort le 8 février 1974 à Ixelles, est un écrivain et traducteur belge de langue française.

## Biographie
Il est le père de François Weyergans.
Il reçoit le prix Victor-Rossel en 1969 pour L’Opération.

## Œuvres
- Raisons de vivre, Paris/Bruxelles, Éditions les Écrits, 1945, 176 p. (BNF 31642391)
- Lettres à un jeune vivant, Paris, Éditions Pascal, 1946, 69 p. (OCLC 800514079)
- La Route et la Maison, Tournai, Belgique, Éditions Casterman, 1953, 175 p. (BNF 31642392)
- Pinocchio, d’après Collodi, ill. de Simone Baudoin, Tournai, Belgique, Éditions Casterman, 1954, 32 p. (BNF 31642389)
- Prairies, Paris, Éditions Pascal, 1954, 356 p. (BNF 31642390)
- 36 ballons, ill. de Simone Baudoin, Paris, Éditions Casterman, coll. « Farandole », 1954, 19 p. (BNF 31642394)
- Trois petits Noirs débrouillards, ill. de Simone Baudoin, Paris, Éditions Casterman, coll. « Farandole », 1954, 19 p. (BNF 31642395)
- L'Ours aimable, ill. de Robert Marsia, Paris, Éditions Casterman, coll. « Farandole », 1956, 19 p. (BNF 31642387)
- Choix de poèmes contemporains à l'usage des classes de seconde, Paris, Éditions Universitaires, 1957, 188 p. (BNF 31642384)
- Les Gens heureux, essai, Paris, Éditions Universitaires, 1957, 176 p. (BNF 31642385)

- Grand prix catholique de littérature 1958
- Théâtre et roman contemporains, choix de textes à l'usage des classes de première, Paris, Éditions Universitaires, 1957, 272 p. (BNF 31642393)
- Le Père Pire et l’Europe du cœur, Paris, Éditions Universitaires, 1958, 216 p. (BNF 31642388)
- Le Bonheur à Venise, Paris, Éditions du Seuil, 1959, 190 p. (BNF 31642383)
- Mystiques parmi nous, Paris, Éditions Fayard, 1959, 127 p. (BNF 31642386)
- L’Amour fidèle, Paris, Éditions Universitaires, 1960, 215 p. (BNF 33222470)
- La Bibliothèque idéale des jeunes, Paris, Éditions Universitaires, 1960, 336 p. (BNF 33222472)
- Apprendre à lire, Paris, Éditions Universitaires, 1961, 202 p. (BNF 33222471)
- Saint François d'Assise…, Tours, France, Alfred Mame et Fils, coll. « Votre nom, votre saint », 1962, 108 p. (BNF 33222477)
- Enfants de ma patience, Paris, Éditions Universitaires, 1964, 167 p. (OCLC 299930393)
- Vie du docteur Tom Dooley…, ill. de Robert Marsia, Paris, Éditions Casterman, 1967, 174 p. (BNF 33222478)
- Mon amour dans l'île, Paris, Éditions Universitaires, 1968, 183 p. (BNF 33222474)
- L’Opération, Paris, Éditions Julliard, 1968, 319 p. (BNF 33222476)

-  prix Victor-Rossel 1969
- On dira cet hiver, Paris, Éditions Julliard, 1970, 255 p. (BNF 35423877)
- Béguinages de Belgique, avec Anne Zenoni, phot. de Michel Fischer, Bruxelles, Belgique, Éditions Paul Legrain, 1972, 190 p. (BNF 34560777)
- La Grand-Place de Bruxelles, phot. de Michel Fischer, Bruxelles, Belgique, Éditions Paul Legrain, 1974, 182 p. (BNF 34560776)